# Debi Cornwall
Debi Cornwall (née en 1973 à Weymouth) est une artiste visuelle américaine travaillant dans le domaine de la photographie documentaire conceptuelle, notamment connue pour ses photos de la prison de Guantánamo.

## Biographie
Debi Cornwall naît en 1973 à Weymouth dans le Massachusetts.
Elle étudie la photographie au Rhode Island School of Design (RISD) et obtient un bachelor en culture moderne et médias à l'université Brown en 1995. Après avoir travaillé pour les photographes Mary Ellen Mark et Sylvia Plachy, comme pigiste et comme investigatrice pour le Bureau de la défense publique, elle obtient un diplôme de droit de l'université de Harvard en 2000.
Après douze années consacrées à exercer en droit civil dans des cas de condamnations abusives, elle renoue avec la photographie en 2014.
Elle est la lauréate du Prix Elysée en 2023,.

## Œuvres
Welcome to Camp America est le projet qui marque le retour de Debi Cornwall à la photographie,. Il se décline en trois séries photographiées au cours de trois visites à la base militaire de Guantánamo effectuées au cours des années 2014-2015.
Les photographies de la série Gitmo at Home, Gitmo at Play éclairent un aspect inconnu de ce lieu dont on ne voit le plus souvent que les détenus en tenue orange. Travaillant sous surveillance rapprochée, disposant d'un laps de temps très court, avec l'interdiction de photographier des visages et l'obligation de respecter des règles strictes, Debi Cornwall a choisi de s'intéresser aux lieux de résidence et de loisirs des détenus comme des militaires qui les gardent. Elle offre ainsi un éclairage unique sur la vie quotidienne à l'intérieur de la base militaire avec l'idée que le point commun qui unit tous ceux qui y vivent, qu'ils soient détenus ou gardes, est qu'aucun d'entre eux n'a choisi d'être là.
Avec Gitmo on Sale Debi Cornwall se tourne vers les souvenirs vendus dans le magasin de la base militaire de Guantánamo. Elle les choisit soit parce qu'ils glorifient explicitement l'expérience militaire, soit parce qu'ils font de Guantanamo un paradis tropical comme les autres.
La série Beyond Gitmo se concentre sur la vie des détenus après leur libération. Pour la réaliser, Debi Cornwall a voyagé dans neuf pays, de l'Albanie au Qatar, où elle a photographié dix hommes rentrés chez eux ou installés dans un pays d'accueil. Prolongeant la règle en vigueur à Guantánamo, ces portraits ne montrent pas les visages des anciens détenus, symbolisant le traumatisme persistant lié à leurs années d'emprisonnement.

## Exposition
Liste non-exhaustive
- 2023 : Citoyens Modèles, Photo Elysée, Lausanne, Suisse[12]

## Distinctions
- 2016 : Punctum Photography Award lors du Lianzhou Foto Festival[13],[14]
- 2023 : Prix Élysée pour son projet intitulé « Citoyens modèles »[15]